# Veikkausliiga 2007
La Veikkausliiga 2007 fu la novantottesima edizione della massima serie del campionato finlandese di calcio, la diciottesima come Veikkausliiga. Il campionato, iniziato il 21 aprile e terminato il 27 ottobre, con il formato a girone unico e composto da quattordici squadre, venne vinto dal Tampere United per la seconda edizione consecutiva. Capocannoniere del torneo fu Rafael, calciatore del Lahti, con 14 reti realizzate.

## Stagione

### Novità
Dalla Veikkausliiga 2006 venne retrocesso il KuPS, mentre dalla Ykkönen vennero promossi il Viikingit e l'Oulu.

### Formula
Le quattordici squadre si affrontavano due volte nel corso del campionato, per un totale di 26 giornate. La prima classificata era decretata campione di Finlandia e veniva ammessa alla UEFA Champions League 2008-2009. La seconda classificata veniva ammessa alla Coppa UEFA 2008-2009. Se la vincitrice della Suomen Cup, ammessa alla Coppa UEFA 2008-2009, si classificava al secondo posto, anche la terza classificata veniva ammessa alla Coppa UEFA. L'ultima classificata veniva retrocessa direttamente in Ykkönen, mentre la tredicesima classificata affrontava la seconda classificata in Ykkönen in uno spareggio promozione/retrocessione.

## Squadre partecipanti
| Club          | Stagione | Città        | Stadio                        | Stagione 2006              |
| ------------- | -------- | ------------ | ----------------------------- | -------------------------- |
| Haka          |          | Valkeakoski  | Tehtaan kenttä                | 3º posto in Veikkausliiga  |
| HJK           |          | Helsinki     | Finnair Stadium               | 2º posto in Veikkausliiga  |
| Honka         |          | Espoo        | Tapiolan Urheilupuisto        | 4º posto in Veikkausliiga  |
| IFK Mariehamn |          | Mariehamn    | Wiklöf Holding Arena          | 5º posto in Veikkausliiga  |
| Inter Turku   |          | Turku        | Kupittaa                      | 10º posto in Veikkausliiga |
| Jaro          |          | Jakobstad    | Jakobstads centralplan        | 12º posto in Veikkausliiga |
| KooTeePee     |          | Kotka        | Arto Tolsa Areena             | 11º posto in Veikkausliiga |
| Lahti         |          | Lahti        | Lahden Stadion                | 8º posto in Veikkausliiga  |
| MyPa          |          | Anjalankoski | Saviniemi                     | 6º posto in Veikkausliiga  |
| AC Oulu       |          | Oulu         | Castrén                       | 2º posto in Ykkönen        |
| Tampere Utd   |          | Tampere      | Tammela                       | Campione di Finlandia      |
| TPS           |          | Turku        | Kupittaa                      | 7º posto in Veikkausliiga  |
| Viikingit     | dettagli | Helsinki     | Vuosaaren Urheilukenttä       | 1º posto in Ykkönen        |
| VPS           |          | Vaasa        | Hietalahden jalkapallostadion | 9º posto in Veikkausliiga  |

## Classifica finale
|  | Pos. | Squadra       | Pt | G  | V  | N  | P  | GF | GS | DR  |
|  | ---- | ------------- | -- | -- | -- | -- | -- | -- | -- | --- |
|  | 1.   | Tampere Utd   | 54 | 26 | 16 | 6  | 4  | 45 | 27 | +18 |
|  | 2.   | Haka          | 46 | 26 | 13 | 7  | 6  | 39 | 23 | +16 |
|  | 3.   | TPS           | 43 | 26 | 13 | 4  | 9  | 43 | 33 | +10 |
|  | 4.   | Honka         | 41 | 26 | 10 | 11 | 5  | 34 | 25 | +9  |
|  | 5.   | MyPa          | 40 | 26 | 11 | 7  | 8  | 29 | 26 | +3  |
|  | 6.   | IFK Mariehamn | 37 | 26 | 9  | 10 | 7  | 31 | 30 | +1  |
|  | 7.   | HJK           | 34 | 26 | 7  | 13 | 6  | 31 | 25 | +6  |
|  | 8.   | Lahti         | 33 | 26 | 9  | 6  | 11 | 38 | 34 | +4  |
|  | 9.   | Inter Turku   | 33 | 26 | 9  | 6  | 11 | 32 | 28 | +4  |
|  | 10.  | VPS           | 32 | 26 | 7  | 11 | 8  | 26 | 35 | -9  |
|  | 11.  | Jaro          | 28 | 26 | 7  | 7  | 12 | 25 | 44 | -19 |
|  | 12.  | KooTeePee     | 26 | 26 | 7  | 5  | 14 | 27 | 38 | -11 |
|  | 13.  | Viikingit     | 23 | 26 | 5  | 8  | 13 | 25 | 44 | -19 |
|  | 14.  | AC Oulu       | 22 | 26 | 5  | 7  | 14 | 28 | 49 | -21 |

Legenda:
      Campione di Finlandia e ammessa alla UEFA Champions League 2008-2009
      Ammesse in Coppa UEFA 2008-2009
      Ammesse in Coppa Intertoto 2008
 Ammessa allo spareggio promozione-retrocessione
      Retrocesse in Ykkönen
Note:
Tre punti a vittoria, uno a pareggio, zero a sconfitta.

## Risultati
|                | Hak  | HJK  | Hon  | Int  | Jar  | Koo  | Lah  | Mar  | MyP  | Oul  | Tam  | TPS  | VPS  | Vii  |
| -------------- | ---- | ---- | ---- | ---- | ---- | ---- | ---- | ---- | ---- | ---- | ---- | ---- | ---- | ---- |
| Haka           | –––– | 3–3  | 1–1  | 1–0  | 4–0  | 3–0  | 1–2  | 1–2  | 0–0  | 2–0  | 1–2  | 2–1  | 1–0  | 1–0  |
| HJK            | 2-1  | –––– | 0–1  | 2–0  | 2–2  | 1–1  | 0–2  | 2–2  | 5–0  | 0–0  | 0–2  | 3–0  | 0–0  | 1–1  |
| Honka          | 0–2  | 0–0  | –––– | 1–2  | 2–2  | 0–0  | 0–0  | 2–0  | 2–1  | 2–0  | 1–2  | 2–0  | 1–0  | 1–1  |
| Inter Turku    | 3–1  | 1–1  | 1–1  | –––– | 5–2  | 1–0  | 0–1  | 0–2  | 1–2  | 1–0  | 1–1  | 1–1  | 5–0  | 0–1  |
| Jaro           | 1–2  | 0–0  | 1–2  | 1–0  | –––– | 0–0  | 3–0  | 1–1  | 0–3  | 0–1  | 0–2  | 2–0  | 0–1  | 2–0  |
| KooTeePee      | 1–2  | 1–3  | 1–2  | 0–2  | 2–1  | –––– | 2–2  | 1–2  | 1–0  | 3–0  | 0–3  | 4–2  | 1–1  | 1–0  |
| Lahti          | 1–1  | 3–1  | 2–2  | 2–2  | 1–4  | 2–0  | –––– | 4–1  | 0–1  | 2–1  | 0–2  | 2–3  | 6–0  | 0–2  |
| IFK Mariehamn  | 0–1  | 0–0  | 0–0  | 2–0  | 1–1  | 3–2  | 0–0  | –––– | 0–2  | 0–0  | 1–0  | 0–3  | 1–3  | 4–2  |
| MyPa           | 0–3  | 0–0  | 1–0  | 1–3  | 2–0  | 1–0  | 1–0  | 0–0  | –––– | 3–2  | 4–1  | 0–2  | 0–1  | 1–1  |
| Oulu           | 1–1  | 0–1  | 3–3  | 2–0  | 5–1  | 1–2  | 2–1  | 0–3  | 1–1  | –––– | 2–0  | 1–3  | 3–3  | 1–1  |
| Tampere United | 2–1  | 2–1  | 0–2  | 2–1  | 2–1  | 2–1  | 1–0  | 2–1  | 1–1  | 4–1  | –––– | 3–0  | 2–2  | 1–0  |
| TPS            | 2–1  | 0–1  | 1–3  | 1–0  | 1–1  | 3–2  | 3–1  | 0–0  | 1–0  | 4–0  | 1–3  | –––– | 5–1  | 5–0  |
| VPS            | 0–0  | 2–1  | 1–1  | 0–0  | 1–2  | 1–0  | 1–0  | 1–3  | 0–0  | 5–0  | 1–1  | 0–0  | –––– | 1–1  |
| Viikingit      | 0–2  | 1–1  | 3–2  | 0–2  | 1–2  | 0–1  | 0–4  | 2–2  | 1–4  | 3–1  | 3–3  | 0–1  | 1–0  | –––– |

## Spareggio promozione/retrocessione
|           | Risultati |           | Luogo e data                         |
| --------- | --------- | --------- | ------------------------------------ |
| RoPS      | 1-0       | Viikingit | Rovaniemi, 3 novembre 2007           |
| Viikingit | 1-1       | RoPS      | Vuosaari (Helsinki), 7 novembre 2007 |
|           |           |           |                                      |

## Statistiche

### Classifica marcatori
| Gol |  |  | Giocatore         | Squadra        |
| --- |  |  | ----------------- | -------------- |
| 14  |  |  | Rafael            | Lahti          |
| 11  |  |  | Toni Lehtinen     | Haka           |
| 9   |  |  | Mikko Paatelainen | TPS            |
| 9   |  |  | Berat Sadik       | Lahti          |
| 8   |  |  | Jami Puustinen    | Honka          |
| 8   |  |  | Mika Ääritalo     | TPS            |
| 7   |  |  | Kim Liljeqvist    | KooTeePee      |
| 7   |  |  | Jari Niemi        | Tampere United |
| 7   |  |  | Vili Savolainen   | HJK            |
| 6   |  |  | Dominic Chatto    | Inter Turku    |
| 6   |  |  | Jonas Emet        | Jaro           |
| 6   |  |  | Mikko Innanen     | Haka           |
| 6   |  |  | Toni Junnila      | Jaro           |
| 6   |  |  | Armand One        | TPS            |
| 6   |  |  | Tomi Petrescu     | Tampere United |
| 6   |  |  | Antti Pohja       | Tampere United |
| 6   |  |  | Tero Taipale      | VPS            |